# 郑芝龙坊
郑芝龙坊位于中国广东省汕头市南澳县深澳镇榴城社区，现为南澳县文物保护单位，类型为古建筑，公布时间为1981年9月20日。
郑芝龙坊的历史年代为明代。